# Juan Stoppani
Juan Stoppani (Buenos Aires, 1935 - Buenos Aires, 31 de enero de 2022) fue un artista conceptual, visual, escultor, escenógrafo y diseñador argentino que formó parte del núcleo original del Instituto Di Tella en el movimiento del Arte Pop.

## Trayectoria
Estudió arquitectura en la Universidad de Buenos Aires donde se recibió en 1962.
En 1964 recibió el Premio Ver y Estimar de escultura y en 1965, recibió el Premio Braque.
Como parte del clan del Instituto Di Tella, diseñó y actuó en instalaciones y performances.
Se mudó a París en 1969. Allí trabajó bajo las órdenes de Jean Louis Barrault, Jerôme Savary, Roland Petit, Copi y Jorge Lavelli. En la Ópera de París realizó el vestuario de Simon Boccanegra (Bruselas); Madame Butterfly, El castillo de Barba Azul y La voz humana (Metz).
Fue homenajeado en la feria de arte ArteBA en 2007 junto a sus colegas Edgardo Giménez, Dalila Puzzovio, Delia Cancela y Pablo Mesejean. En el Centro Cultural Recoleta realizó una muestra en 1999 y se lo homenajeó con una muestra retrospectiva de su obra le fue dedicada en 2011 en la Universidad Católica Argentina, llamada De París a La Boca.
Desde 1999 vivía en Kernével, Bretagne. En 2012 vuelve a vivir a Buenos Aires junto a su pareja, Jean Yves Legavre, y se instalan en el barrio de La Boca.
En 2019 formó parte de la programación de la Bienal de Arte Joven, con una muestra en el Centro Cultural Recoleta.
En noviembre de 2020, el dúo y pareja de artistas realiza una exposición retrospectiva en el museo MARCO La Boca llamada “STOPPANI-LEGAVRE. De París a Buenos Aires” que reúne obras producidas a lo largo de 50 años de trabajo conjunto. En la misma exhibieron piezas históricas, como la instalación compuesta por tres pianos intervenidos, "Pop, camp y kitsch", reconstruida especialmente para la ocasión, al igual que el telón que formó parte de la obra teatral "Le Frigo" ("La heladera"), escrita y protagonizada por el dramaturgo argentino Copi. También se incluyeron pinturas recientes, realizadas durante el período de la cuarentena causada por el COVID 19.
Stoppani murió el 31 de enero de 2022 y fue velado en su casa-taller del barrio de La Boca.
En septiembre de 2022 se realizó la exposición "Stoppani - Legavre - Antología en Neuquén" en el Museo Nacional de Bellas Artes de Neuquén, con obras pertenecientes a la Colección Fundación Tres Pinos. La muestra contó con la gestión de la Fundación Tres Pinos y la SAAP (Sociedad Argentina de Artistas Plásticos)